# ルベン・ザドコヴィッチ
ルベン・ザドコヴィッチ（クロアチア語: Ruben Zadkovich、1986年5月23日 - ）は、オーストラリアとクロアチアの元サッカー選手、現サッカー指導者。元オーストラリア代表。選手時代のポジションはMF。

## クラブ歴
ニューサウスウェールズ州フェアフィールドの生まれ。2004年にクイーンズ・パーク・レンジャーズFCで選手となったが出場は無かった。翌年にノッツ・カウンティFCに移籍し選手初出場。
2005年末にシドニーFCの練習に参加。FIFAクラブ世界選手権2005にも帯同したが出場は無かった。結局ウフク・タレイが怪我をしたため、彼の代替メンバーとして加入しAリーグ初出場を果たした。その後は正式メンバーとして2年契約を締結した。
2008年4月17日にダービー・カウンティFCに加入。10月に初出場を記録したがその後は怪我に苦しみ、2010年1月23日に双方合意で契約解除した。
同年4月6日に3年契約でニューカッスル・ユナイテッド・ジェッツFCに加入。合計4シーズン在籍し、3シーズンには主将を務めた。
2014年5月29日にパース・グローリーFCに移籍。11月15日に移籍後初出場。しかし同月22日の試合では61分に投入されてから僅か17秒で両足タックルをして退場処分となった。2016年5月8日、怪我のためにシーズン通して1試合も出場出来なかったため引退した

## 代表歴
一貫してオーストラリア代表として出場した。
年代別代表では2005 FIFAワールドユース選手権、北京オリンピックに出場した。
2008年6月22日に行われた2010 FIFAワールドカップ・アジア3次予選の中華人民共和国代表戦で右サイドバックとして代表初出場。その後、EAFF東アジアカップ2013で2試合に出場した。

## 監督歴
2016年にブロードミドー・マジックFCで監督業を始めた。
2020年9月にヒルズ・ユナイテッドFCの監督に就任したが、翌月にパース・グローリーのアシスタントコーチに就任した。
2024年2月1日、ベン・カーン前監督が健康上の問題で休養に入ったことに伴い、ブリスベン・ロアーFC暫定監督に任命。同年8月22日、正式に監督就任。
2025年5月6日、ブリスベン・ロアー監督を退任。